# Novoazovská jaderná elektrárna
Novoazovská jaderná elektrárna (ukrajinsky Новоазовська АТЕЦ) byla plánovaná jaderná elektrárna v Sovětském svazu. Nacházet se měla poblíž města Novoazovsk v Doněcké oblasti pro zásobování Doněcké uhelné pánve energií. Byla koncipována tak, aby vyráběla elektrickou energii a současně poskytovala teplou vodu pro dálkové vytápění. Původní záměr postavit elektrárnu v této oblasti pocházejí z počátků vývoje jaderné energetiky v SSSR, ale v 70. letech byl plán Novoazovské jaderné elektrárny kompletně nahrazen Záporožskou jadernou elektrárnou.

## Historie a technické informace

### Počátky
První plány postavit elektrárnu v oblasti Donbasu vznikly roku 1957. Jaderná elektrárna přišla v úvahu poté, co bylo zjištěno, že v dlouhodobém horizontu nebude dostatek uhlí pro evropskou část Sovětského svazu, nebo by byl jeho dovoz příliš drahý. Předchůdcem tohoto plánu však byl plán Moskevské jaderné elektrárny, která měla disponovat dvěma reaktory VVER-210. Jejich umístění blízko hlavního města Sovětského svazu se však později ukázalo jako nevhodné, proto byly zkoumány dvě nové lokality, včetně jedné u Doněcku a jedné jižně od Voroněže.

### 70. léta
Plánování jaderné elektrárny bylo obnoveno až 20. srpna 1969. Tehdy byly přezkoumány dvě lokality, jedna již dříve zamýšlená u Novoazovska (poblíž Doněcka) a druhá v Luhanské oblasti. Lokalita v Luhanské oblasti byla zamítnuta a přesunuta na Krym, zatímco ta v Doněcké oblasti byla skutečně zvolena jako jedno z míst ke stavbě jaderné elektrárny.
V roce 1975 byla zahájena projektová studie pro výstavbu jaderné elektrárny se čtyřmi reaktory VVER-500 nebo AST-500. Po vzniku plánu na výstavbu Záporožské jaderné elektrárny však projekt zanikl a nebyl již nikdy zahrnut do plánů na výstavbu jaderné elektrárny.

## Informace o reaktorech
| Reaktor      | Typ reaktoru | Výkon  | Výkon  | Zahájení výstavby       | Připojení k síti        | Uvedení do provozu      | Uzavření                |
| Reaktor      | Typ reaktoru | Čistý  | Hrubý  | Zahájení výstavby       | Připojení k síti        | Uvedení do provozu      | Uzavření                |
| ------------ | ------------ | ------ | ------ | ----------------------- | ----------------------- | ----------------------- | ----------------------- |
| Novoazovsk-1 | VVER-500/271 | 466 MW | 500 MW | Plán na výstavbu zrušen | Plán na výstavbu zrušen | Plán na výstavbu zrušen | Plán na výstavbu zrušen |
| Novoazovsk-2 | VVER-500/271 | 466 MW | 500 MW | Plán na výstavbu zrušen | Plán na výstavbu zrušen | Plán na výstavbu zrušen | Plán na výstavbu zrušen |
| Novoazovsk-3 | VVER-500/271 | 466 MW | 500 MW | Plán na výstavbu zrušen | Plán na výstavbu zrušen | Plán na výstavbu zrušen | Plán na výstavbu zrušen |
| Novoazovsk-4 | VVER-500/271 | 466 MW | 500 MW | Plán na výstavbu zrušen | Plán na výstavbu zrušen | Plán na výstavbu zrušen | Plán na výstavbu zrušen |